# Tập đoàn công nghiệp General Magnesia Clinker Triều Tiên
Tập đoàn công nghiệp General Magnesia Clinker Triều Tiên là một tập đoàn khai thác mỏ và công nghiệp nặng có trụ sở chính tại thủ đô Bình Nhưỡng, Bắc Triều Tiên. Công ty sản xuất clinker magnesi, magnesi nhẹ thiêu, clorit, firebricks và vật liệu chống cháy.
Tập đoàn này nhập khẩu một số nguyên liệu thô và một số phụ kiện khai thác và công nghiệp.
Jong Mo Pang, một quản lý, được liệt vào danh sách người liên hệ để mua hàng từ công ty này.
Năm 2010, Tập đoàn Vesuvius Hoa Kỳ đã nhận được giấy phép, từ Văn phòng Kiểm soát Tài sản Nước ngoài (OFAC), để nhập khẩu magnesit đã chết cháy vào Hoa Kỳ từ Tập đoàn Công nghiệp Clinker General Magnesia của Triều Tiên.